# 수전 B. 앤서니
수전 B. 앤서니(영어: Susan B. Anthony, 1820년 2월 15일 ~ 1906년 3월 13일)는 미국의 여성 참정권, 노예제도 폐지 운동가이다. 여성으로는 처음으로 미국 대통령 선거 투표를 하였고, 이로 인해 이후 100달러의 벌금을 물게 된다.

## 생애
수전 B. 앤서니는 1820년 매사추세츠 아담스의 퀘이커 교도의 집안에서 딸로 태어났다. 그녀의 출생 후 곧 앤서니 일가는 뉴욕으로 이사를 하게 된다. 1845년 이후 뉴욕 몬로 카운티 로체스터에 살았다. 로체스터에 살고있는 동안 그녀는 유니테리언 교회에 다니게 된다.
앤서니는 아버지가 자식들과 이웃의 아이들을 위해 설립한 학교에서 초기 교육을 받았다. 17세부터 32세까지, 여러 학교에서 교편을 잡았다. 이후 10년간 미국에서 남북 전쟁이 발발하자, 뉴욕에서 노예제 반대, 금주운동 등으로 뛰어난 활약을 펼쳤다. 1852년에는 미국에서 주 수준에서 처음으로 술마시기 협회를 설립했다. 1856년에는 《미국 노예제 반대 협회》의 뉴욕 대의원으로 선출됐다.
1854년 이후, 앤서니는 유일하게 여성의 성적 욕망 향상을 위한 운동에 전력을 다했고, 여성의 권리쟁취를 위해 일하는 열렬한 운동가, 달변의 거리 연설가, 저술가로 알려지게 된다.
1868년 1월 8일 그녀는 여성의 권리를 위해 주간지 《더 레볼루션》(The Revolution)을 발간하였다. 뉴욕 시에서 발간된 신문의 모토는 다음과 같은 것이었다.
| “ | 진정한 공화국이란, 남자들에겐 그들의 권리를 그리고 그 이상도 아닌, 여자들에게도 그들의 권리를, 주어야 합니다. | ” |

1872년 11월 5일 실시된 대통령 선거의 투표에 참여하기 위해 앤서니는 《미국 헌법 수정 제15조》를 제시했다. 그녀는 투표참여를 강행했고, 앤서니는 11월 18일 소환장을 받고, 1873년 6월 18일 100 달러의 벌금형을 부과받게 되었다. 그러나 그녀는 벌금납부를 거부했다. 재판에서는 마틸다 조슬린 게이지가 변호를 맡았으며, 심판은 앤서니가 아니라 오히려 미국이 받아야 함을 호소했다. 스탠튼, 게이지, 그리고 이다 휴스테드 하퍼와 함께 앤서니는 《여성 참정권사》(The History of Woman Suffrage)(전 4권, 뉴욕 ,1884-1887년)를 발간했다. 그녀는 여성의 권리옹호로 알려진 애리조나주에서 금주운동에 앞장 섰던 조세핀 브로올리 휴즈의 친구 중 하나이기도 했다.
1906년 3월 13일 앤서니는 로체스터에서 세상을 떠났다. 그녀는 로체스터의 마운트 호플 묘지에 묻혔다. 앤서니는 "우리 모두의 어머니"(The Mother of us all.)로 알려져 있다.